# 八尾ヶ関周藏
八尾ヶ関 周藏（やおがせき しゅうぞう、1841年（天保12年） - 1909年（明治42年）12月13日）は尾張国海東郡佐織村草平（現・愛知県愛西市草平町）出身の大相撲力士。本名は京谷周蔵。大阪相撲で活躍し最高位は大関。

## 略歴
三保ヶ関に入門し、初名は平勇と名乗る。1869年（明治2年）3月二段目で黒柳、1870年（明治3年）3月八尾ヶ関と改め1871年（明治4年）6月東前頭12枚目となる。
1876年（明治9年）6月小結、1877年（明治10年）9月も同地位だったが場所前の紛擾で多くの力士が脱走したため1878年（明治11年）9月幸運にも残留組番付の大関となる。
その後2場所張り出され1880年（明治13年）9月限りで引退。八尾ヶ関の名で世話人を務め1884年（明治17年）9月頭取（年寄）7代三保ヶ関を襲名した。門弟育成に努めて勝負検査役の要職にあった。1909年（明治43年）12月13日数え69歳で死去。